# Inge Vangeel
Inge Vangeel (12 maart 1985) is een Belgische voormalig atlete, die gespecialiseerd was in het discuswerpen. Zij veroverde twee Belgische titels.

## Biografie
Vangeel nam in 2004 deel aan de wereldkampioenschappen U20. Ze werd uitgeschakeld in de kwalificaties van het discuswerpen. Ze werd in 2008 voor het eerst Belgisch kampioene. In 2009  volgde een  tweede titel.
Vangeel was aangesloten bij AC Brasschaat-Ekeren (BREAK).

## Belgische kampioenschappen
| Onderdeel    | Jaar       |
| ------------ | ---------- |
| discuswerpen | 2008, 2009 |

## Persoonlijke records
| Onderdeel    | Prestatie | Datum         | Plaats   |
| ------------ | --------- | ------------- | -------- |
| discuswerpen | 52,21 m   | 11 april 2009 | Turnhout |

## Palmares
discuswerpen
- 2001:  EJOF te Murcia – 44,56 m
- 2004: 7e kwalificaties WK U20 te Grosseto – 45,59 m
- 2005:  BK AC – 46,48 m
- 2007:  BK AC – 46,68 m
- 2008:  BK AC – 51,32 m
- 2009:  BK AC – 48,40 m